# جرسون کابرال
جرسون کابرال (انگلیسی: Jerson Cabral؛ زادهٔ ۳ ژانویهٔ ۱۹۹۱) بازیکن فوتبال اهل هلند است.
از باشگاه‌هایی که در آن بازی کرده‌است می‌توان به باشگاه فوتبال لفسکی صوفیه، باشگاه فوتبال فاینورد، باشگاه فوتبال توئنته، باشگاه فوتبال ادو دن هاخ، و باشگاه فوتبال ویلم دوم اشاره کرد.
وی همچنین در تیم‌های ملی فوتبال زیر ۱۷ سال هلند، زیر ۱۹ سال هلند، و زیر ۲۱ سال هلند بازی کرده‌است.